# Llista de banderes municipals de Letònia

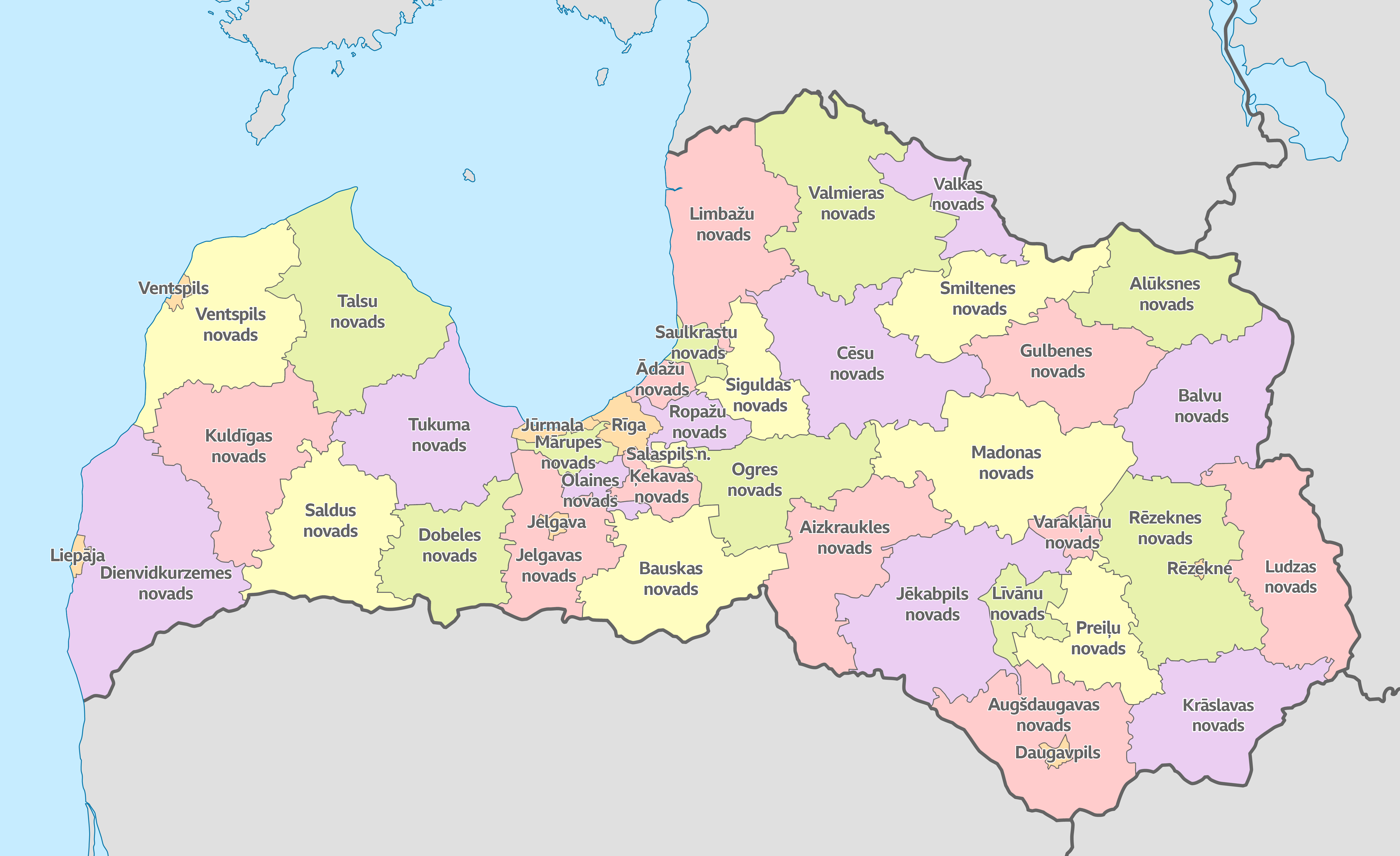
Municipis a partir del 2021.

Aquesta és una llista de les banderes municipals de Letònia. Les banderes s'agrupen segons la reforma municipal que va aprovar el 10 de juny de 2020 el parlament i que reduïa els 110 municipis i les 9 ciutats estatals existents a 43 unitats de govern local formades per 36 municipis i set ciutats estatals.

## Ciutats estatals

Daugavpils
Jelgava
Jūrmala
Liepāja
Rēzekne
Riga
Ventspils

## Municipis

Ādaži
Aizkraukle
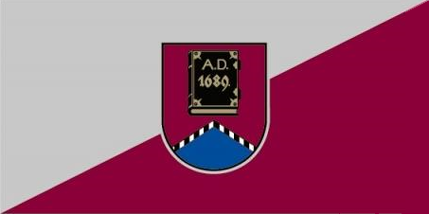
Alūksne
Augšdaugava
Baloži
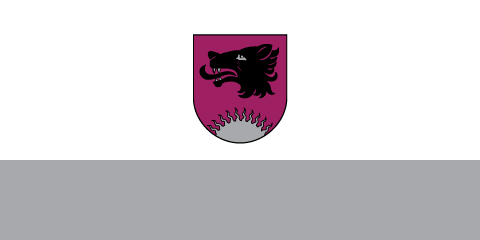
Balvi
Bauska
Cēsis
Dienvidkurzeme
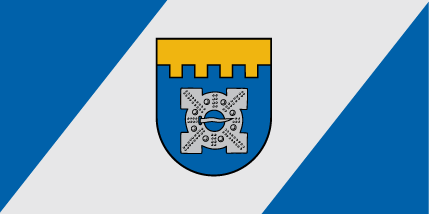
Dobele
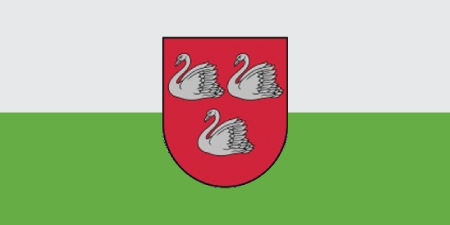
Gulbene
Jelgava
Jēkabpils
Ķekava
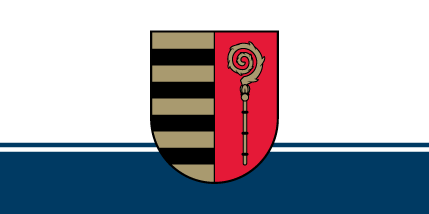
Krāslava
Kuldīga
Limbaži
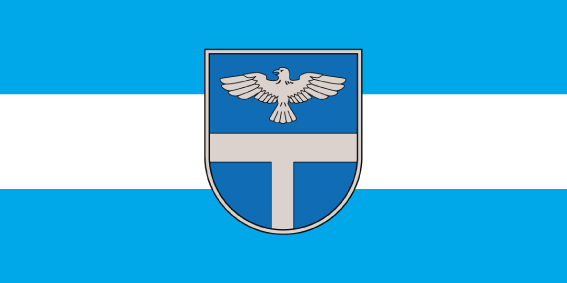
Līvāni
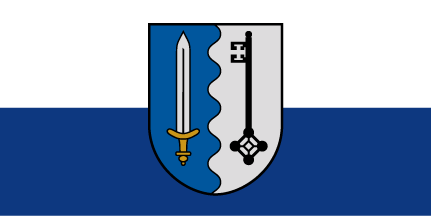
Ludza
Madona
Mārupe
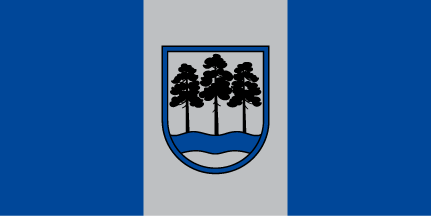
Ogre
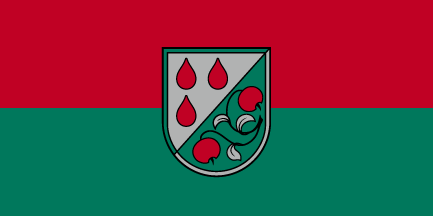
Olaine
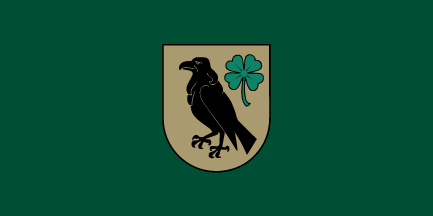
Preiļi
Rēzekne
Ropaži
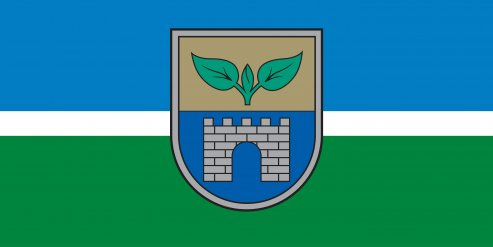
Salaspils
{Saldus
Saulkrasti
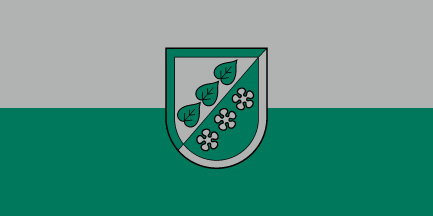
Sigulda
Smiltene
Talsi
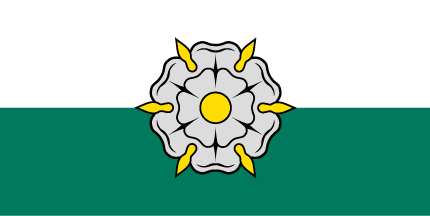
Tukums
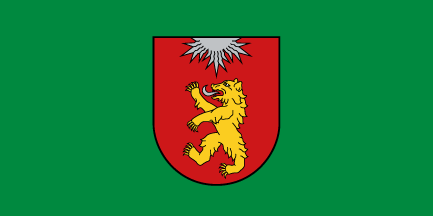
Valka
Valmiera
Varakļāni
Ventspils